# Carmenta aurora
Carmenta aurora is een vlinder uit de familie wespvlinders (Sesiidae), onderfamilie Sesiinae.
Carmenta aurora is voor het eerst wetenschappelijk beschreven door Philippi in 1859. De soort komt voor in het Neotropisch gebied.